# Estresse mecânico

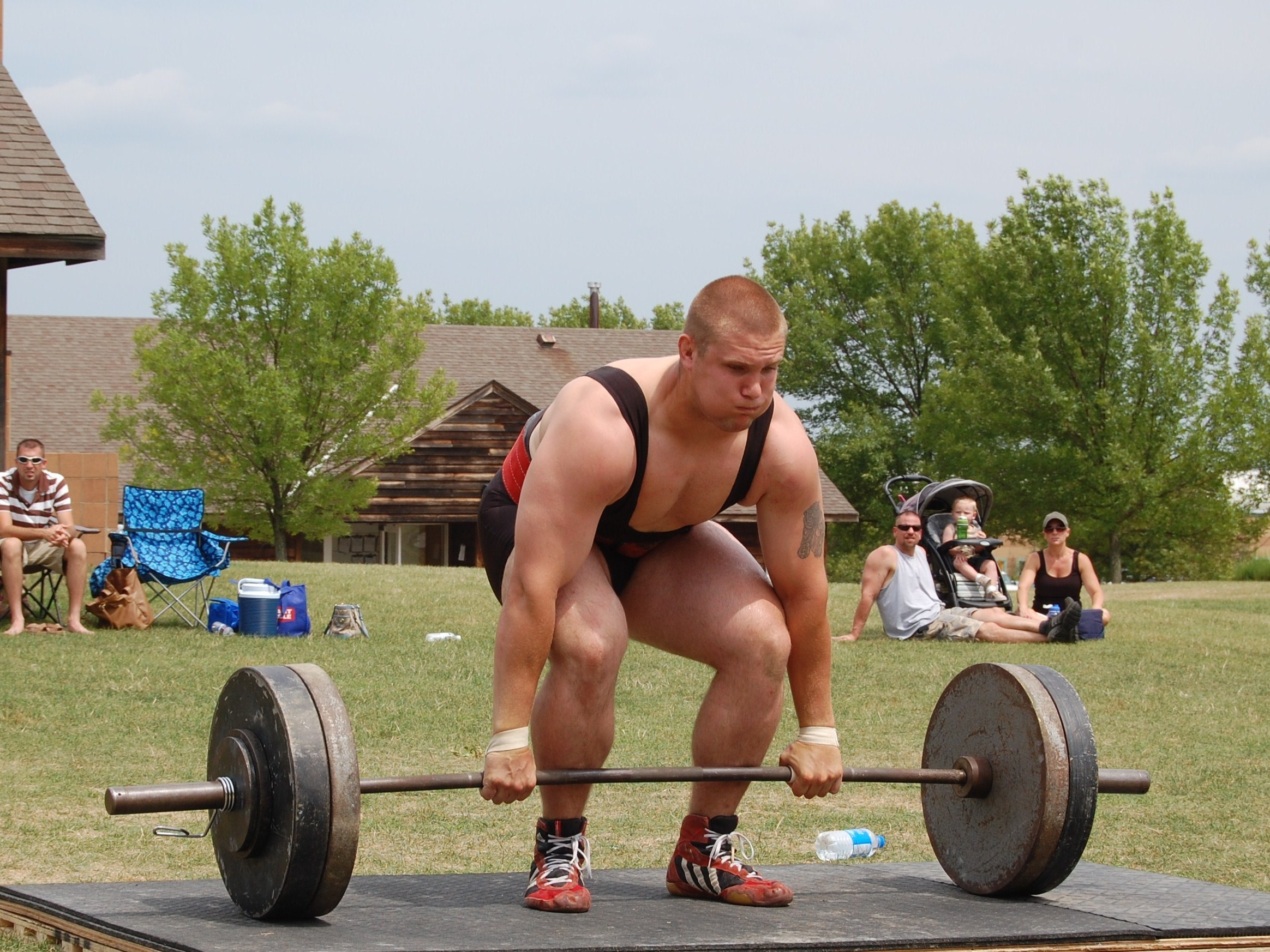
O levantamento terra é um exemplo de estresse mecânico nos músculos.

O estresse mecânico refere-se à condição física de estresse contínuo gerado em músculos, ossos e solo, sendo produzido por um ato de sobrecarga aos tecidos musculares ou em máquinas de produção industrial, agrícola e mineral. É expresso quantitativamente em termos de força por área unitária.

## Resultados no corpo
O estresse mecânico quando provocado por um exercício físico de característica excêntrica, pode causar um processo inflamatório agudo no músculo esquelético caracterizado pelo surgimento de dor e calor refletindo na variabilidade da frequência cardíaca.